# Full Fact
Full Fact is een Britse stichting die zich met factchecking, het verifiëren van feiten in nieuwsberichten, bezig houdt. De organisatie is opgericht in 2009 en heeft 18 medewerkers. Ze maakt gebruik van een verificatieproces in 3 fasen en eventueel nog een extra controle door externe academici.
De organisatie heeft financiële steun van het Omidyar Network en de Open Society Foundations ontvangen om software te ontwikkelen die automatisch, met behulp van een database van feiten, beweringen snel controleert. De organisatie gaat ook verificatiediensten verlenen aan Facebook.